# Birgit Prinz
Birgit Prinz (ur. 25 października 1977 we Frankfurcie nad Menem) – niemiecka piłkarka grająca na pozycji napastniczki, jedna z najbardziej utytułowanych piłkarek świata. Mimo iż jest uznaną piłkarką, to piłka nożna nie jest jej głównym źródłem utrzymania; dodatkowo pracuje jako fizjoterapeutka. W lipcu 2006 odrzuciła ofertę przejścia do kobiecej drużyny hiszpańskiego Realu Madryt.
Pierwszy mecz w reprezentacji Niemiec rozegrała 27 lipca 1994, gdy w Montrealu, w meczu przeciwko Kanadzie, pojawiła się na boisku za Heidi Mohr w 72 minucie meczu i w 89 minucie tegoż meczu strzeliła swojego pierwszego gola w reprezentacji, ustalając wynik na 2:1 dla Niemiec. W 1995 na Mistrzostwach Świata w Piłce Nożnej Kobiet 1995 wystąpiła jako najmłodsza zawodniczka w historii finału Mistrzostw Świata w piłce nożnej kobiet, a 17 września 2007 na Mistrzostwach Świata w Piłce Nożnej Kobiet 2007 zdobyła swojego 13. gola w finałach Mistrzostw Świata, najwięcej w historii sportu (reprezentantka Stanów Zjednoczonych Michelle Akers zdobyła 12 goli). Zakończyła rozgrywki mistrzowskie w 2007 z 14 golami, strzelając zwycięskiego gola, gola nr 5 na tych rozgrywkach, w meczu o złoto przeciwko Brazylii.
W reprezentacji Niemiec występowała w latach 1994–2011, rozgrywając 205 meczów i strzelając 126 goli, co stanowi rekord występów oraz strzelonych bramek w historii niemieckiej reprezentacji kobiet.

## Kariera piłkarska
- Dörnigheimer SV – drużyna juniorek,
- FC Hochstadt – drużyna juniorek,
- FSV Frankfurt,
- Carolina Courage – w lidze USA
- od roku 1998 1. FFC Frankfurt,

## Sukcesy
- Mistrzyni Świata w piłce nożnej w USA w 2003 i w Chinach w 2007,
- Brązowe medale na Letnich Igrzyskach Olimpijskich w Sydney w 2000, w Atenach w 2004 i w Pekinie w 2008, także udział w Atlancie w 1996.
- Wicemistrzyni świata w piłce nożnej w 1995,
- Udział na piłkarskich Mistrzostwach Świata w 1999,
- Mistrzyni Europy w piłce nożnej w latach 1995, 1997, 2001 i 2005,
- z 7 golami królowa strzelców na Mistrzostwach świata w 2003,
- zdobycie Pucharu UEFA kobiet z 1. FFC Frankfurt w 2002 i 2006,
- Mistrzyni Niemiec w latach 1995, 1998, 1999, 2001, 2002, 2003 i 2005,
- zdobycie Pucharu Niemiec w piłce nożnej, w latach 1995, 1996, 1999, 2000, 2001, 2002 i 2003,
- zdobywczyni superpucharu niemiec w 1996,
- zdobywczyni Founders Cup (WUSA-Champion) w 2002,
- Piłkarka Roku na Świecie w latach 2003, 2004 i 2005,
- 8-krotna Piłkarka Roku w Niemczech, w latach 2001, 2002, 2003, 2004, 2005, 2006, 2007, 2008.

## Odznaczenie
- Order Zasługi Hesji (2007)[1]